# باشگاه فوتبال ناپولی در فصل ۲۲–۲۰۲۱
باشگاه فوتبال ناپولی در قالب فصل ۲۲–۲۰۲۱ در مسابقات سری آ، کوپا ایتالیا و لیگ اروپا حضور دارد. این فصل هفتاد و ششمین فصل ناپولی و چهاردهمین حضور متوالی این تیم در سری آ است.

## لباس فصل
تامین کننده:  ئی‌ای۷
حامی مالی:  آکوا لته،  ام‌اس‌سی کروزس (فقط در مسابقات داخلی)،  آمازون (آستین چپ)

### لباس‌های عادی
| میزبان | مهمان | سوم | چهارم |

### لباس‌های لیگ اروپا
| میزبان | سوم | چهارم |

### لباس‌های ویژه
| هالووین | یادبود مارادونا | یادبود مارادونا | یادبود مارادونا | یادبود مارادونا |

## بازیکنان

### ترکیب تیم اول
تا تاریخ ۲ ژانویه ۲۰۲۲| شماره |               | پست       | بازیکن                                |
| ----- | ------------- | --------- | ------------------------------------- |
| ۱     | ایتالیا       | دروازه‌بان | الکس مرت                              |
| ۲     | فرانسه        | مدافع     | کوین مالکوی                           |
| ۳     | انگلستان      | مدافع     | اکسل توانزبه (قرضی از منچستر یونایتد) |
| ۴     | آلمان         | هافبک     | دیگو دمه                              |
| ۵     | برزیل         | مدافع     | ژوان ژسوس                             |
| ۶     | پرتغال        | مدافع     | ماریو روی                             |
| ۷     | مقدونیه شمالی | هافبک     | الیف الماس                            |
| ۸     | اسپانیا       | هافبک     | فابیان رویز                           |
| ۹     | نیجریه        | مهاجم     | ویکتور اوسیمهن                        |
| ۱۱    | مکزیک         | مهاجم     | ایروینگ لوزانو                        |
| ۱۲    | ایتالیا       | دروازه‌بان | Davide Marfella                       |
| ۱۳    | کوزوو         | مدافع     | امیر رحمانی                           |
| ۱۴    | بلژیک         | مهاجم     | دریس مرتنز (کاپیتان سوم)              |

| شماره |         | پست       | بازیکن                                   |
| ----- | ------- | --------- | ---------------------------------------- |
| ۲۰    | لهستان  | هافبک     | پیوتر ژیلینسکی (کاپیتان چهارم)           |
| ۲۱    | ایتالیا | مهاجم     | ماتئو پولیتانو                           |
| ۲۲    | ایتالیا | مدافع     | جووانی دی لورنتزو                        |
| ۲۴    | ایتالیا | مهاجم     | لورنزو اینسینیه (کاپیتان)                |
| ۲۵    | کلمبیا  | دروازه‌بان | داوید اوسپینا                            |
| ۲۶    | سنگال   | مدافع     | کالیدو کولیبالی (کاپیتان دوم)            |
| ۳۱    | الجزایر | مدافع     | فوزی غلام                                |
| ۳۳    | الجزایر | مهاجم     | آدم اوناس                                |
| ۳۷    | ایتالیا | مهاجم     | آندره‌آ پتانیا                            |
| ۵۹    | ایتالیا | مدافع     | Alessandro Zanoli                        |
| ۶۸    | اسلواکی | هافبک     | استانیسلاو لوبوتکا                       |
| ۹۹    | کامرون  | هافبک     | آندره-فرانک زامبو آنگیسا (قرضی از فولام) |

### بازیکنان قرض داده‌شده
تا تاریخ ۱۸ ژانویه ۲۰۲۲
| شماره |         | پست       | بازیکن                                            |
| ----- | ------- | --------- | ------------------------------------------------- |
| —     | ایتالیا | دروازه‌بان | نیکیتا کونتینی (به کروتونه تا ۳۰ ژوئن ۲۰۲۲)       |
| —     | ایتالیا | مدافع     | سباستیانو لوپرتو (به امپولی تا ۳۰ ژوئن ۲۰۲۳)      |
| —     | ایتالیا | مدافع     | Francesco Mezzoni (به پیستویزه تا ۳۰ ژوئن ۲۰۲۲)   |
| —     | ایتالیا | هافبک     | Gianluca Gaetano (به کرمونزه تا ۳۰ ژوئن ۲۰۲۲)     |
| —     | ایتالیا | هافبک     | Luca Palmiero (به کوزنتسا کالچو تا ۳۰ ژوئن ۲۰۲۲)  |
| —     | فرانسه  | هافبک     | زین‌الدین ماشاش (به بوداپست هونود تا ۳۰ ژوئن ۲۰۲۲) |
| —     | ایتالیا | هافبک     | Francesco Marrazzo (به Lanusei تا ۳۰ ژوئن ۲۰۲۲)   |
| —     | ایتالیا | هافبک     | فلیپو کوستا (به پارما تا ۳۰ ژوئن ۲۰۲۲)            |

| شماره |          | پست   | بازیکن                                            |
| ----- | -------- | ----- | ------------------------------------------------- |
| —     | فرانسه   | هافبک | Karim Zedadka (به رویال شارلوا تا ۳۰ ژوئن ۲۰۲۲)   |
| —     | ایتالیا  | مهاجم | Leonardo Candellone (به Südtirol تا ۳۰ ژوئن ۲۰۲۲) |
| —     | ایتالیا  | مهاجم | Eugenio D'Ursi (به دلفینو پسکارا تا ۳۰ ژوئن ۲۰۲۲) |
| —     | آرژانتین | مهاجم | Franco Ferrari (به دلفینو پسکارا تا ۳۰ ژوئن ۲۰۲۲) |
| —     | ایتالیا  | مهاجم | Michael Folorunsho (به Pordenone تا ۳۰ ژوئن ۲۰۲۲) |
| —     | ایتالیا  | مهاجم | جنارو توتینو (به پارما تا ۳۰ ژوئن ۲۰۲۲)           |
| —     | ایتالیا  | مهاجم | Alessio Zerbin (به فروزینونه تا ۳۰ ژوئن ۲۰۲۲)     |

## نقل و انتقالات

### ورودی
| تاریخ          | پست | نام بازیکن        | سن | از                 | مبلغ    | نکات                   | منبع  |
| -------------- | --- | ----------------- | -- | ------------------ | ------- | ---------------------- | ----- |
| ۳۰ ژوئن ۲۰۲۱   | FW  | ماتئو پولیتانو    | ۲۷ | اینتر میلان        | €25M    | تبدیل قرارداد به دائمی | [ ۲ ] |
| ۳۰ ژوئن ۲۰۲۱   | DF  | کوین مالکوی       | ۲۹ | فیورنتینا          | رایگان  | بازگشت از قرض          |       |
| ۳۰ ژوئن ۲۰۲۱   | FW  | آدم اوناس         | ۲۴ | کروتونه            | رایگان  | بازگشت از قرض          |       |
| ۳۰ ژوئن ۲۰۲۱   | DF  | Alessandro Zanoli | ۲۰ | Legnago            | رایگان  | بازگشت از قرض          |       |
| ۱۸ اوت ۲۰۲۱    | DF  | ژوان ژسوس         | ۳۰ | آ.اس. رم           | رایگان  | اتمام قرارداد          | [ ۳ ] |
| ۱۸ ژانویه ۲۰۲۲ | MF  | امین یونس         | ۲۸ | آینتراخت فرانکفورت | نامعلوم |                        | [ ۴ ] |

#### ورود قرضی
| تاریخ         | پست | نام بازیکن               | سن | از             | مبلغ    | نکات                                  | منبع  |
| ------------- | --- | ------------------------ | -- | -------------- | ------- | ------------------------------------- | ----- |
| ۳۱ اوت ۲۰۲۱   | MF  | آندره-فرانک زامبو آنگیسا | ۲۵ | فولام          | نامعلوم | قرض یک‌ساله به همراه قابلیت خرید دائمی | [ ۵ ] |
| ۸ ژانویه ۲۰۲۲ | DF  | اکسل توانزبه             | ۲۴ | منچستر یونایتد | نامعلوم | قرض شش‌ماهه                            | [ ۶ ] |

### خروجی
| تاریخ          | پست | نام بازیکن       | سن | به        | مبلغ    | نکات          | منبع   |
| -------------- | --- | ---------------- | -- | --------- | ------- | ------------- | ------ |
| ۳۰ ژوئن ۲۰۲۱   | MF  | تیموئه باکایوکو  | ۲۶ | چلسی      | رایگان  | پایان قرض     |        |
| ۳۰ ژوئن ۲۰۲۱   | DF  | السید هیساج      | ۲۷ | لاتزیو    | رایگان  | پایان قرارداد | [ ۷ ]  |
| ۳۰ ژوئن ۲۰۲۱   | DF  | نیکولا ماکسیمویچ | ۲۹ | جنوآ      | رایگان  | پایان قرارداد | [ ۸ ]  |
| ۱ ژانویه ۲۰۲۲  | DF  | کوستاس مانولاس   | ۳۰ | المپیاکوس | €2.5M   |               | [ ۹ ]  |
| ۲۳ ژانویه ۲۰۲۲ | MF  | امین یونس        | ۲۸ | الاتفاق   | نامعلوم |               | [ ۱۰ ] |

#### خروج قرضی
| تاریخ       | پست | نام بازیکن       | سن | به      | مبلغ    | نکات       | منبع   |
| ----------- | --- | ---------------- | -- | ------- | ------- | ---------- | ------ |
| ۳۱ اوت ۲۰۲۱ | MF  | Gianluca Gaetano | ۲۱ | کرمونزه | نامعلوم | قرض یک‌ساله | [ ۱۱ ] |

## پیش فصل و دوستانه
برد       تساوی       باخت
| ۱۸ ژوئیه ۲۰۲۱ دوستانه            | ناپولی | ۱۲–۰  | آنونیا | ترنتو                          |
| ۱۷:۳۰ ساعت تابستانی اروپای مرکزی | الماس ۳' · اوسیمهن ۸'، ۱۹'، ۳۵'، ۳۷' · مانولاس ۱۵' · لوبوتکا ۴۴' · توتینو ۶۰' · پالمیرو ۶۲' · چیچیرتی ۶۴' · ماشاش ۷۸' · پتانیا ۹۰' · | گزارش |        | ورزشگاه: Campo sportivo Dimaro |

| ۲۴ ژوئیه ۲۰۲۱ دوستانه            | ناپولی        | ۱–۰   | پرو ورچلی | ترنتو                          |
| ۱۷:۳۰ ساعت تابستانی اروپای مرکزی | اوسیمهن ۲۶' · | گزارش |           | ورزشگاه: Campo sportivo Dimaro |

| ۳۱ ژوئیه ۲۰۲۱ جام آئودی          | بایرن مونیخ | ۰–۳   | ناپولی                         | مونیخ، آلمان                                                  |
| ۱۶:۳۰ ساعت تابستانی اروپای مرکزی | ریچاردز '۷۸ | گزارش | اوسیمهن ۶۹'، ۷۱' · ماشاش ۸۵' · | ورزشگاه: ورزشگاه آلیانز آرنا تماشاگران: ۱۰۰۰ داور: فلیکس بریچ |

| ۴ اوت ۲۰۲۱ دوستانه               | ویسوا کراکوف | ۱–۲   | ناپولی                     | کراکوف، لهستان                                                    |
| ۱۸:۰۰ ساعت تابستانی اروپای مرکزی | فوربرز ۶' ·  | گزارش | پولیتانو ۶۷' · ماشاش ۸۵' · | ورزشگاه: ورزشگاه شهری کراکوف تماشاگران: ۱۶٬۶۱۴ داور: ماریوش زلوتک |

| ۸ اوت ۲۰۲۱ دوستانه               | ناپولی                    | ۲–۱   | آسکولی       | کاستل دی سانگرو                                     |
| ۱۷:۳۰ ساعت تابستانی اروپای مرکزی | اینسینیه ۷' · الماس ۶۲' · | گزارش | بیضاوی ۲۵' · | ورزشگاه: Stadio Teofilo Patini داور: فدریکو دیونیسی |

| ۱۴ اوت ۲۰۲۱ دوستانه              | ناپولی                                                  | ۴–۰   | دلفینو پسکارا | کاستل دی سانگرو                                   |
| ۱۷:۳۰ ساعت تابستانی اروپای مرکزی | اوسیمهن ۹' · اینسینیه ۱۸' · اوناس ۴۸' · کریم زدکا ۷۹' · | گزارش |               | ورزشگاه: ورزشگاه تئوفیلو پاتینی داور: داویده میله |

| ۶ سپتامبر ۲۰۲۱ دوستانه           | ناپولی                  | ۱–۵   | بنونتو | ناپل                                         |
| ۲۱:۰۰ ساعت تابستانی اروپای مرکزی | پولیتانو ۶۳' (پنالتی) · | گزارش | کالو '۲۳ · ایمپروتا ۲۴' '۳۴ · بسیت '۵۴ · ووکیچ '۶۰ · فولون ۶۷' · تلو '۷۹ · اینسینیه ۸۵' (پنالتی) · Umile ۸۹' · | ورزشگاه: ورزشگاه سن پائولو داور: داویده میله |

## رقابت‌ها

### بررسی اجمالی
| رقابت        | اولین بازی      | آخرین بازی     | شروع دور    | جایگاه نهایی   | آمار | آمار | آمار | آمار | آمار | آمار | آمار | آمار   |
| رقابت        | اولین بازی      | آخرین بازی     | شروع دور    | جایگاه نهایی   | بازی | ب    | ت    | ش    | گ‌ز   | گ‌خ   | ت‌گ   | % برد  |
| ------------ | --------------- | -------------- | ----------- | -------------- | ---- | ---- | ---- | ---- | ---- | ---- | ---- | ------ |
| سری آ        | ۲۲ اوت ۲۰۲۱     | ۲۲ مه ۲۰۲۲     | هفته ۱      | سوم            | ۳۸   | ۲۴   | ۷    | ۷    | ۷۴   | ۳۱   | ۴۳+  | ۰۶۳    |
| کوپا ایتالیا | ۱۳ ژانویه ۲۰۲۲  | ۱۳ ژانویه ۲۰۲۲ | ۱/۸ نهایی   | ۱/۸ نهایی      | ۱    | ۰    | ۰    | ۱    | ۲    | ۵    | ۳−   | ۰۰۰٫۰۰ |
| لیگ اروپا    | ۱۶ سپتامبر ۲۰۲۱ | ۲۴ فوریه ۲۰۲۲  | مرحلهٔ گروهی | پلی‌آف دور حذفی | ۸    | ۳    | ۲    | ۳    | ۱۸   | ۱۵   | ۳+   | ۰۳۸    |
| مجموع        | مجموع           | مجموع          | مجموع       | مجموع          | ۴۷   | ۲۷   | ۹    | ۱۱   | ۹۴   | ۵۱   | ۴۳+  | ۰۵۷    |

آخرین به‌روزرسانی در: پایان فصل

منبع: Soccerway

### سری آ

#### جدول رده‌بندی
| رتبه | تیم         | بازی | برد | مساوی | باخت | گل زده | گل خورده | گل تفاضل | امتیاز | صعود یا سقوط                              |
| ---- | ----------- | ---- | --- | ----- | ---- | ------ | -------- | -------- | ------ | ----------------------------------------- |
| ۱    | میلان (C)   | ۳۸   | ۲۶  | ۸     | ۴    | ۶۹     | ۳۱       | ۳۸+      | ۸۶     | راه‌یابی به مرحلهٔ گروهی لیگ قهرمانان اروپا |
| ۲    | اینتر میلان | ۳۸   | ۲۵  | ۹     | ۴    | ۸۴     | ۳۲       | ۵۲+      | ۸۴     | راه‌یابی به مرحلهٔ گروهی لیگ قهرمانان اروپا |
| ۳    | ناپولی      | ۳۸   | ۲۴  | ۷     | ۷    | ۷۴     | ۳۱       | ۴۳+      | ۷۹     | راه‌یابی به مرحلهٔ گروهی لیگ قهرمانان اروپا |
| ۴    | یوونتوس     | ۳۸   | ۲۰  | ۱۰    | ۸    | ۵۷     | ۳۷       | ۲۰+      | ۷۰     | راه‌یابی به مرحلهٔ گروهی لیگ قهرمانان اروپا |
| ۵    | لاتزیو      | ۳۸   | ۱۸  | ۱۰    | ۱۰   | ۷۷     | ۵۸       | ۱۹+      | ۶۴     | راه‌یابی به مرحلهٔ گروهی لیگ اروپا          |

#### خلاصه عملکرد
| مجموع | مجموع  | مجموع | مجموع | مجموع | مجموع | مجموع | مجموع | خانه | خانه | خانه | خانه | خانه | خانه | مهمان | مهمان | مهمان | مهمان | مهمان | مهمان |
| بازی  | امتیاز | پ     | ت     | ش     | گ‌ز    | گ‌خ    | ت‌گ    | پ    | ت    | ش    | گ‌ز   | گ‌خ   | ت‌گ   | پ     | ت     | ش     | گ‌ز    | گ‌خ    | ت‌گ    |
| ----- | ------ | ----- | ----- | ----- | ----- | ----- | ----- | ---- | ---- | ---- | ---- | ---- | ---- | ----- | ----- | ----- | ----- | ----- | ----- |
| ۳۸    | ۷۹     | ۲۴    | ۷     | ۷     | ۷۴    | ۳۱    | ۴۳+   | ۱۱   | ۳    | ۵    | ۳۷   | ۱۶   | ۲۱+  | ۱۳    | ۴     | ۲     | ۳۷    | ۱۵    | ۲۲+   |

آخرین بروزرسانی: پایان فصل

منبع: Serie A

پ = پیروزی؛ ت = تساوی؛ ش = شکست؛ گ‌ز = گل زده؛ گ‌خ = گل خورده؛ ت‌گ = تفاضل گل

#### روند هفته به هفته
| هفته    | ۱ | ۲ | ۳ | ۴ | ۵ | ۶ | ۷ | ۸ | ۹ | ۱۰ | ۱۱ | ۱۲ | ۱۳ | ۱۴ | ۱۵ | ۱۶ | ۱۷ | ۱۸ | ۱۹ | ۲۰ | ۲۱ | ۲۲ | ۲۳ | ۲۴ | ۲۵ | ۲۶ | ۲۷ | ۲۸ | ۲۹ | ۳۰ | ۳۱ | ۳۲ | ۳۳ | ۳۴ | ۳۵ | ۳۶ | ۳۷ | ۳۸ |
| ------- | - | - | - | - | - | - | - | - | - | -- | -- | -- | -- | -- | -- | -- | -- | -- | -- | -- | -- | -- | -- | -- | -- | -- | -- | -- | -- | -- | -- | -- | -- | -- | -- | -- | -- | -- |
| زمین    | خ | ب | خ | ب | ب | خ | ب | خ | ب | خ  | ب  | خ  | ب  | خ  | ب  | خ  | خ  | ب  | خ  | ب  | خ  | ب  | خ  | ب  | خ  | ب  | ب  | خ  | ب  | خ  | ب  | خ  | خ  | ب  | خ  | ب  | خ  | ب  |
| دستاورد | پ | پ | پ | پ | پ | پ | پ | پ | م | پ  | پ  | م  | ش  | پ  | م  | ش  | ش  | پ  | ش  | م  | پ  | پ  | پ  | پ  | م  | م  | پ  | ش  | پ  | پ  | پ  | ش  | م  | ش  | پ  | پ  | پ  | پ  |
| جایگاه  | ۴ | ۵ | ۳ | ۱ | ۱ | ۱ | ۱ | ۱ | ۱ | ۱  | ۱  | ۱  | ۱  | ۱  | ۱  | ۳  | ۴  | ۲  | ۳  | ۳  | ۳  | ۳  | ۲  | ۲  | ۳  | ۳  | ۱  | ۳  | ۲  | ۲  | ۲  | ۳  | ۳  | ۳  | ۳  | ۳  | ۳  | ۳  |

زمین: ب = بیرون از خانه، خ = داخل خانه. دست‌آورد: پ = پیروزی، ش = شکست، م = مساوی، ع = به تعویق افتاده.

#### جزئیات بازی‌ها
برنامه مسابقات در ۱۴ ژوئیه ۲۰۲۱ اعلام شد.
| ۲۲ اوت ۲۰۲۱ ۱                            | ناپولی                                                             | ۲–۰   | ونتزیا                                                                            | ناپل                                                                |
| ۲۰:۴۵ ساعت تابستانی اروپای مرکزی (UTC+2) | اوسیمهن '۲۳ · فابیان '۵۲ · اینسینیه '۵۶ ۶۲' (پنالتی) · الماس ۷۳' · | گزارش | Fiordilino '۱۲ کالدارا '۳۰ هیمانز '۳۸ ابوهی '۱+۴۵ Forte '۵۰ سکارونی '۶۱ تسمان '۷۵ | ورزشگاه: ورزشگاه سن پائولو تماشاگران: ۲۰٬۰۰۰ داور: جانلوکا اورلیانو |

| ۲۹ اوت ۲۰۲۱ ۲                            | جنوآ                                      | ۱–۲   | ناپولی                                                                   | جنوا                                                             |
| ۱۸:۳۰ ساعت تابستانی اروپای مرکزی (UTC+2) | اکوبان '۱۱ · کریشیتو '۵۱ · Cambiaso ۶۹' · | گزارش | فابیان ۳۲' · دی لورنزو '۴۵ · پولیتانو '۴۹ · پتانیا ۸۴' · ماریو روی '۹۰ · | ورزشگاه: ورزشگاه لوئیجی فراری تماشاگران: ۶٬۰۰۰ داور: مارکو دی‌بلو |

| ۱۱ سپتامبر ۲۰۲۱ ۳                        | ناپولی                                                 | ۲–۱   | یوونتوس                    | ناپل                                                                  |
| ۱۸:۰۰ ساعت تابستانی اروپای مرکزی (UTC+2) | الماس '۳۱ · پولیتانو ۵۷' · کولیبالی ۸۵' · لوزانو '۸۸ · | گزارش | موراتا ۱۰' · لوکاتلی '۴۵ · | ورزشگاه: ورزشگاه سن پائولو تماشاگران: ۲۳٬۵۰۰ داور: ماسیمیلیانو ایراتی |

| ۲۰ سپتامبر ۲۰۲۱ ۴                        | اودینزه              | ۰–۴   | ناپولی                                                                 | اودینه                                                            |
| ۲۰:۴۵ ساعت تابستانی اروپای مرکزی (UTC+2) | Samir '۵۶ مولینا '۶۶ | گزارش | اوسیمهن ۲۴' · رحمانی ۳۵' · کولیبالی ۵۲' · ماریو روی '۸۲ · لوزانو ۸۴' · | ورزشگاه: ورزشگاه فریولی تماشاگران: ۱۱٬۴۸۴ داور: جانلوکا مانگانیلو |

| ۲۳ سپتامبر ۲۰۲۱ ۵                        | سمپدوریا                 | ۰–۴   | ناپولی                                                     | جنوا                                                              |
| ۱۸:۳۰ ساعت تابستانی اروپای مرکزی (UTC+2) | دامسگارد '۲۸ دپائولی '۷۶ | گزارش | اوسیمهن ۱۰'، ۵۰' · فابیان ۳۹' · زیلینسکی ۵۹' · مانولاس '۸۷ | ورزشگاه: ورزشگاه لوئیجی فراری تماشاگران: ۴٬۵۹۶ داور: پائولو والری |

| ۲۶ سپتامبر ۲۰۲۱ ۶                        | ناپولی                                                | ۲–۰   | کالیاری         | ناپل                                                            |
| ۲۰:۴۵ ساعت تابستانی اروپای مرکزی (UTC+2) | اوسیمهن ۱۱' '۶۶ · اینسینیه ۵۷' (پنالتی) · الماس '۷۶ · | گزارش | Walukiewicz '۶۰ | ورزشگاه: ورزشگاه سن پائولو تماشاگران: ۱۸٬۰۰۰ داور: مارکو پیچینی |

| ۳ اکتبر ۲۰۲۱ ۷                           | فیورنتینا                                              | ۱–۲   | ناپولی                                                                                   | فلورانس                                                            |
| ۱۸:۰۰ ساعت تابستانی اروپای مرکزی (UTC+2) | مارتینز کوارتا ۲۸' '۳۶ · بوناونتورا '۳۱ · پولگار '۵۳ · | گزارش | اینسینیه '۳۹ · لوزانو ۳۹' · رحمانی ۵۰' · زامبو آنگویسا '۵۴ · ماریو روی '۶۸ · دمه '۱+۹۰ · | ورزشگاه: ورزشگاه آرتیمو فرانچی تماشاگران: ۱۵٬۲۶۴ داور: سیمون سوززا |

| ۱۷ اکتبر ۲۰۲۱ ۸                          | ناپولی                                                          | ۱–۰   | تورینو                                                 | ناپل                                                              |
| ۱۸:۰۰ ساعت تابستانی اروپای مرکزی (UTC+2) | اینسینیه '۲۷ · کولیبالی '۷۹ · اوسیمهن ۸۱' · زامبو آنگویسا '۸۵ · | گزارش | رودریگز '۳۷ لینتی '۵۶ پوبگا '۷۵ Milinković-Savić '۷+۹۰ | ورزشگاه: ورزشگاه سن پائولو تماشاگران: ۲۵٬۰۰۰ داور: خوان لوکا ساکی |

| ۲۴ اکتبر ۲۰۲۱ ۹                          | آ.اس. رم                                             | ۰–۰   | ناپولی      | رم                                           |
| ۱۸:۰۰ ساعت تابستانی اروپای مرکزی (UTC+2) | آبراهام '۳۰ کارسدورپ '۴+۹۰ ورتوت '۴+۹۰ مانچینی '۵+۹۰ | گزارش | مرتنز '۵+۹۰ | ورزشگاه: ورزشگاه المپیک رم داور: داویده ماسا |

| ۲۸ اکتبر ۲۰۲۱ ۱۰                         | ناپولی                                                                 | ۳–۰   | بولونیا | ناپل                                       |
| ۲۰:۴۵ ساعت تابستانی اروپای مرکزی (UTC+2) | فابیان ۱۸' · زامبو آنگویسا '۳۲ · اینسینیه ۴۱' (پنالتی)، ۶۲' (پنالتی) · | گزارش | مدل '۴۰ | ورزشگاه: ورزشگاه سن پائولو داور: مارکو پِرا |

| ۳۱ اکتبر ۲۰۲۱ ۱۱                | سالرنیتانا     | ۰–۱   | ناپولی                                                            | سالرنو                                                   |
| ۱۸:۰۰ زمان اروپای مرکزی (UTC+1) | کاستانوس '۷۰ · | گزارش | زامبو آنگویسا '۴۱ · زیلینسکی ۶۱' · ماریو روی '۷۴ · کولیبالی '۷۷ · | ورزشگاه: ورزشگاه آرکی تماشاگران: ۱۷٬۰۴۳ داور: میشل فابری |

| ۷ نوامبر ۲۰۲۱ ۱۲                | ناپولی                                     | ۱–۱   | هلاس ورونا                                                                              | ناپل                                             |
| ۱۸:۰۰ زمان اروپای مرکزی (UTC+1) | دی لورنزو ۱۸' · رحمانی '۳۱ · اوسیمهن '۸۷ · | گزارش | سیمئونه ۱۳' · باراک '۴۱ · ولوسو '۵۹ · داویدوز '۶۸ · Bessa '۸۰ '۸۸ · کالینیچ '۸۵ '۳+۹۰ · | ورزشگاه: ورزشگاه سن پائولو داور: جیووانی آیرولدی |

| ۲۱ نوامبر ۲۰۲۱ ۱۳               | اینتر میلان                                                                                         | ۳–۲   | ناپولی                                                               | میلان                                             |
| ۱۸:۰۰ زمان اروپای مرکزی (UTC+1) | چالهان اوغلو ۲۵' (پنالتی) '۴۱ · پریزیچ ۴۴' · مارتینز ۶۱' · ویدال '۷۲ · هاندانوویچ '۸۴ · جکو '۳+۹۰ · | گزارش | اوسیمهن '۱۰ · زیلینسکی ۱۷' · کولیبالی '۲۴ · رحمانی '۳۵ · مرتنز ۷۹' · | ورزشگاه: ورزشگاه جوزپه مه آتزا داور: پائولو والری |

| ۲۸ نوامبر ۲۰۲۱ ۱۴               | ناپولی                                                                | ۴–۰   | لاتزیو                                              | ناپل                                           |
| ۲۰:۴۵ زمان اروپای مرکزی (UTC+1) | زیلینسکی ۷' · مرتنز ۱۰'، ۲۹' · دی لورنزو '۷۸ · فابیان ۸۵' · دمه '۸۸ · | گزارش | لوئیز فیلیپه '۱۳ پاتریک '۳۵ کاتالدی '۵۹ زاکاینی '۷۹ | ورزشگاه: ورزشگاه سن پائولو داور: دنیله اورساتو |

| ۱ دسامبر ۲۰۲۱ ۱۵                | ساسولو                                                                                 | ۲–۲   | ناپولی                                            | رجو نل امیلیا                                                 |
| ۲۰:۴۵ زمان اروپای مرکزی (UTC+1) | Rogério '۲۵ · براردی '۵۴ · اسکاماکا ۷۱' · ماتئوس هنریکه '۸۷ · فراری ۸۹' · دفرل '۴+۹۰ · | گزارش | فابیان ۵۱' · مرتنز ۵۹' · پولیتانو '۸۴ · دمه '۸۸ · | ورزشگاه: ورزشگاه ماپی – چیتا دل تریکولوره داور: ایوانو پتزوتو |

| ۴ دسامبر ۲۰۲۱ ۱۶                | ناپولی                                               | ۲–۳   | آتالانتا                                                                  | ناپل                                                |
| ۲۰:۴۵ زمان اروپای مرکزی (UTC+1) | زیلینسکی ۴۰' · مرتنز ۴۷' · رحمانی '۵۸ · مالکوی '۶۴ · | گزارش | مالینوفسکی ۷' '۱۷ · دمیرال ۶۶' · فرولر ۷۱' · پازالیچ '۸۲ · دیمیسیتی '۸۸ · | ورزشگاه: ورزشگاه سن پائولو داور: مائوریتزیو ماریانی |

| ۱۲ دسامبر ۲۰۲۱ ۱۷               | ناپولی | ۰–۱   | امپولی                         | ناپل                                           |
| ۱۸:۰۰ زمان اروپای مرکزی (UTC+1) |        | گزارش | ژوروکوفسکی '۶۰ · کوترونه ۷۰' · | ورزشگاه: ورزشگاه سن پائولو داور: لیویو مارینلی |

| ۱۹ دسامبر ۲۰۲۱ ۱۸               | آ.ث. میلان | ۰–۱   | ناپولی                                | میلان                              |
| ۲۰:۴۵ زمان اروپای مرکزی (UTC+1) |            | گزارش | الماس ۵' · دی لورنزو '۳۳ · مالکوی '۶۷ | ورزشگاه: سن سیرو داور: داویده ماسا |

| ۲۲ دسامبر ۲۰۲۱ ۱۹                      | ناپولی                                | ۰–۱   | اسپتزیا                                                                    | ناپل                                                            |
| ۲۰:۴۵ زمان اروپای مرکزی (یوتی‌سی ۱:۰۰+) | - ماریو روی '۴۵+۱ - آندره‌آ پتانیا '۷۵ | گزارش | - جولیو ماگیوره '۱۹ - ژوان ژسوس ۳۷' (گل‌به‌خودی) - Kiwior '۴۸ - ری مانای '۵۱ | ورزشگاه: ورزشگاه سن پائولو تماشاگران: ۲۵٬۰۰۰ داور: Luca Massimi |

| ۶ ژانویه ۲۰۲۲ ۲۰                       | یوونتوس                                                    | ۱–۱   | ناپولی                          | تورین                                                         |
| ۲۰:۴۵ زمان اروپای مرکزی (یوتی‌سی ۱:۰۰+) | - آلکس ساندرو '۴۴ - فدریکو کیه‌زا ۵۴' - پائولو دیبالا '۹۰+۷ | گزارش | - دریس مرتنز ۲۳' - دیگو دمه '۸۷ | ورزشگاه: ورزشگاه یوونتوس تماشاگران: ۱۹٬۳۰۱ داور: Simone Sozza |

| ۹ ژانویه ۲۰۲۲ ۲۱                       | ناپولی              | ۱–۰   | سمپدوریا                           | ناپل                                                             |
| ۱۶:۳۰ زمان اروپای مرکزی (یوتی‌سی ۱:۰۰+) | - آندره‌آ پتانیا ۴۳' | گزارش | - Chabot '۴۵+۱ - نیکولا مورو '۹۰+۱ | ورزشگاه: ورزشگاه سن پائولو تماشاگران: ۹٬۰۰۰ داور: Marco Di Bello |

| ۱۷ ژانویه ۲۰۲۲ ۲۲                      | بولونیا                                         | ۰–۲   | ناپولی                                         | بولونیا                                                             |
| ۱۸:۳۰ زمان اروپای مرکزی (یوتی‌سی ۱:۰۰+) | - آداما سومائورو '۴۳ - Theate '۵۷ - Binks '۹۰+۴ | گزارش | - ایروینگ لوزانو ۲۰'، ۴۷' - پیوتر ژیلینسکی '۵۲ | ورزشگاه: ورزشگاه رناتو دلارا تماشاگران: ۵٬۰۰۰ داور: Livio Marinelli |

| ۲۳ ژانویه ۲۰۲۲ ۲۳                      | ناپولی                                                                                       | ۴–۱   | سالرنیتانا                                                                          | ناپل                                                            |
| ۱۵:۰۰ زمان اروپای مرکزی (یوتی‌سی ۱:۰۰+) | - ژوان ژسوس ۱۷' - دریس مرتنز ۴۵+۴' (پنالتی) - امیر رحمانی ۴۷' - لورنزو اینسینیه ۵۳' (پنالتی) | گزارش | - فیلیپو دلی کاری '۲۳ - جوئل اوبی '۳۰ - فدریکو بونازولی ۳۳' - فردریک وسلی '۴۵+۳ '۵۱ | ورزشگاه: ورزشگاه سن پائولو تماشاگران: ۳٬۰۰۰ داور: Luca Pairetto |

| ۶ فوریه ۲۰۲۲ ۲۴                        | ونتزیا                                                       | ۰–۲   | ناپولی                                                                               | ونیز                                                   |
| ۱۵:۰۰ زمان اروپای مرکزی (یوتی‌سی ۱:۰۰+) | - جانلوکا بوزیو '۷۶ - پیترو سکارونی '۸۸ - تایرون ابوهی '۹۰+۵ | گزارش | - ویکتور اوسیمهن ۵۹' - ماریو روی '۷۴ - استانیسلاو لوبوتکا '۸۳ - آندره‌آ پتانیا ۹۰+۱۰' | ورزشگاه: ورزشگاه پیرلوییجی پنزو داور: Maurizio Mariani |

| ۱۲ فوریه ۲۰۲۲ ۲۵                       | ناپولی                             | ۱–۱   | اینتر میلان                         | ناپل                                            |
| ۱۸:۰۰ زمان اروپای مرکزی (یوتی‌سی ۱:۰۰+) | - لورنزو اینسینیه ۷' (پنالتی)، '۳۸ | گزارش | - ادین جکو ۴۷' - مارسلو بروزویچ '۶۰ | ورزشگاه: ورزشگاه سن پائولو داور: Daniele Doveri |

| ۲۱ فوریه ۲۰۲۲ ۲۶                       | کالیاری                    | ۱–۱   | ناپولی                                  | کالیاری                                         |
| ۱۹:۰۰ زمان اروپای مرکزی (یوتی‌سی ۱:۰۰+) | ژوائو پدرو '۳۵ · پریرو ۵۸' | گزارش | مالکوی '۴۲ · کولیبالی '۶۴ · اوسیمهن ۸۷' | ورزشگاه: ورزشگاه ساردینیا آرنا داور: سیمون سوزا |

| ۲۷ فوریه ۲۰۲۲ ۲۷                       | لاتزیو                                                      | ۱–۲   | ناپولی                                                | رم                                           |
| ۲۰:۵۰ زمان اروپای مرکزی (یوتی‌سی ۱:۰۰+) | رادو '۷۱ · ایموبیله '۷۹ · Zaccagni '۸۲ · پدرو رودریگز ۸۸' · | گزارش | اینسینیه ۶۲' · ماریو روی '۳+۹۰ · فابیان ۴+۹۰' '۷+۹۰ · | ورزشگاه: ورزشگاه المپیک رم داور: مارکو دی‌بلو |

| ۶ مارس ۲۰۲۲ ۲۸                         | ناپولی                                                                         | ۰–۱   | آ.ث. میلان                                                                         | ناپل                                                       |
| ۲۰:۴۵ زمان اروپای مرکزی (یوتی‌سی ۱:۰۰+) | - کالیدو کولیبالی '۲۴ - امیر رحمانی '۳۷ - ویکتور اوسیمهن '۷۷ - آدم اوناس '۹۰+۲ | گزارش | - الیویه ژیرو '۳۹, ۴۹' - تئو ارناندز '۷۷ - مایک منیان '۸۳ - الساندرو فلورنزی '۹۰+۳ | ورزشگاه: ورزشگاه دیگو آرماندو مارادونا داور: دنیله اورساتو |

| ۱۳ مارس ۲۰۲۲ ۲۹                        | هلاس ورونا                                                                            | ۱–۲   | ناپولی                    | ورونا                                                      |
| ۱۵:۰۰ زمان اروپای مرکزی (یوتی‌سی ۱:۰۰+) | - کورای گونتر '۶۹ - فدریکو چکرینی '۷۰ '۸۳ - داویده فراونی ۷۷', '۹۰+۷ '۹۰+۸ - Ilić '۸۶ | گزارش | - ویکتور اوسیمهن ۱۴'، ۷۱' | ورزشگاه: ورزشگاه مارک آنتونیو بنتگودی داور: Daniele Doveri |

| ۱۹ مارس ۲۰۲۲ ۳۰                        | ناپولی                                             | ۲–۱   | اودینزه                                                                   | ناپل                                                            |
| ۱۵:۰۰ زمان اروپای مرکزی (یوتی‌سی ۱:۰۰+) | - ویکتور اوسیمهن ۵۲'، ۶۳'، '۹۰+۲ - امیر رحمانی '۶۵ | گزارش | - جرارد دلوفئو ۲۲' - Zeegelaar '۴۵+۲ - دستینی اودوگی '۵۰ - پابلو ماری '۸۳ | ورزشگاه: ورزشگاه دیگو آرماندو مارادونا داور: Francesco Fourneau |

| ۳ آوریل ۲۰۲۲ ۳۱                                 | آتالانتا                                          | ۱–۳   | ناپولی | برگامو                                                      |
| ۱۵:۰۰ ساعت تابستانی اروپای مرکزی (یوتی‌سی ۲:۰۰+) | - خوزه لوئیس پالومینو '۳۵ - مارتن دی رون ۵۸'، '۸۶ | گزارش | - لورنزو اینسینیه ۱۴' (پنالتی) - ماتئو پولیتانو ۳۷' - ژوان ژسوس '۶۷ - داوید اوسپینا '۷۶ - الیف الماس ۸۱' - آندره-فرانک زامبو آنگیسا '۸۵ | ورزشگاه: ورزشگاه آتلتی آتزوری دایتالیا داور: Marco Di Bello |

| ۱۰ آوریل ۲۰۲۲ ۳۲                                | ناپولی                                | ۲–۳   | فیورنتینا                                                                                     | ناپل                                                          |
| ۱۵:۰۰ ساعت تابستانی اروپای مرکزی (یوتی‌سی ۲:۰۰+) | - دریس مرتنز ۵۸' - ویکتور اوسیمهن ۸۴' | گزارش | - نیکولا میلنکوویچ '۱۱ - نیکولاس گنزالس ۲۹' - ژوناتان آیکونه ۶۶', '۸۸ - آرتور کابرال ۷۲', '۷۳ | ورزشگاه: ورزشگاه دیگو آرماندو مارادونا داور: Maurizio Mariani |

| ۱۸ آوریل ۲۰۲۲ ۳۳                                | ناپولی                                                                                               | ۱–۱   | آ.اس. رم                                                                              | ناپل                                                        |
| ۱۹:۰۰ ساعت تابستانی اروپای مرکزی (یوتی‌سی ۲:۰۰+) | - لورنزو اینسینیه ۱۱' (پنالتی)، '۶۴ - کالیدو کولیبالی '۳۷ - الساندرو زانولی '۵۲ - ایروینگ لوزانو '۶۲ | گزارش | - برایان کریستانته '۱۷ - نیکولو زانیولو '۷۱ - دنیل فوزاتو '۸۰ - استفان الشعراوی ۹۰+۱' | ورزشگاه: ورزشگاه دیگو آرماندو مارادونا داور: Marco Di Bello |

| ۲۴ آوریل ۲۰۲۲ ۳۴                                | امپولی | ۳–۲   | ناپولی                                                       | امپولی                                                |
| ۱۵:۰۰ ساعت تابستانی اروپای مرکزی (یوتی‌سی ۲:۰۰+) | - فیلیپو باندینلی '۴ - ماتیا ویتی '۷۲ - Henderson ۸۰' - پتار استویانوویچ '۸۱ - آندره‌آ پینامونتی ۸۳'، ۸۸'، '۸۹ | گزارش | - الساندرو زانولی '۲۲ - دریس مرتنز ۴۴' - لورنزو اینسینیه ۵۳' | ورزشگاه: ورزشگاه کارلو کاستلانی داور: Livio Marinelli |

| ۳۰ آوریل ۲۰۲۲ ۳۵                                | ناپولی                                                                                                 | ۶–۱   | ساسولو                                                        | ناپل                                                         |
| ۱۵:۰۰ ساعت تابستانی اروپای مرکزی (یوتی‌سی ۲:۰۰+) | - کالیدو کولیبالی ۷' - ویکتور اوسیمهن ۱۵' - ایروینگ لوزانو ۱۹' - دریس مرتنز ۲۱'، ۵۴' - امیر رحمانی ۸۰' | گزارش | - مکسیم لوپز '۱۸، ۸۷' - دیوید فراتسی '۵۳ - دومنیکو براردی '۸۴ | ورزشگاه: ورزشگاه دیگو آرماندو مارادونا داور: Antonio Rapuano |

| ۷ مه ۲۰۲۲ ۳۶                                    | تورینو                    | ۰–۱   | ناپولی                                                                                           | تورین                                                   |
| ۱۵:۰۰ ساعت تابستانی اروپای مرکزی (یوتی‌سی ۲:۰۰+) | - Vojvoda '۵۵ - Singo '۷۹ | گزارش | - دریس مرتنز '۵۳ - ایروینگ لوزانو '۵۶ - لورنزو اینسینیه ۶۱' - فابیان رویز ۷۳' - الیف الماس '۹۰+۶ | ورزشگاه: ورزشگاه المپیک تورین داور: Alessandro Prontera |

| ۱۵ مه ۲۰۲۲ ۳۷                                   | ناپولی                                                                            | ۳–۰   | جنوآ           | ناپل                                                        |
| ۱۵:۰۰ ساعت تابستانی اروپای مرکزی (یوتی‌سی ۲:۰۰+) | - ویکتور اوسیمهن ۳۲' - لورنزو اینسینیه ۶۵' (پنالتی) - استانیسلاو لوبوتکا ۸۱'، '۸۷ | گزارش | - Galdames '۳۸ | ورزشگاه: ورزشگاه دیگو آرماندو مارادونا داور: Michael Fabbri |

| ۲۲ مه ۲۰۲۲ ۳۸                                   | اسپتزیا           | ۰–۳   | ناپولی                                                                       | لا اسپتزیا                                          |
| ۱۲:۳۰ ساعت تابستانی اروپای مرکزی (یوتی‌سی ۲:۰۰+) | - ری مانای '۴۵+۱۰ | گزارش | - ماتئو پولیتانو ۴'، '۵۱ - پیوتر ژیلینسکی ۲۵' - دیگو دمه ۳۶' - فوزی غلام '۶۶ | ورزشگاه: ورزشگاه آلبرتو پیکو داور: Matteo Marchetti |

### کوپا ایتالیا
| ۱۲ ژانویه ۲۰۲۲ ۱/۸ نهایی        | ناپولی | ۲–۵ (و.ا.) | فیورنتینا | ناپل                                              |
| ۱۷:۳۰ زمان اروپای مرکزی (UTC+1) | - دریس مرتنز ۴۴' - امیر رحمانی '۵۶ - فابیان رویز '۷۷ '۹۰+۳ - ایروینگ لوزانو '۸۴ - اکسل توانزبه '۸۵ - آندره‌آ پتانیا ۹۰+۵' | گزارش      | - آلفرد دانکن '۲۳ - دوشان ولاهوویچ ۴۱' - بارتومی درانگوفسکی '۴۵+۲ - کریستیانو بیراگی ۵۷' - گاییتانو کاستروویلی '۵۹ - لورنزو ونوتی ۱۰۵+۱' - کشیشتف پیونتک ۱۰۸' - یوسف ماله ۱۱۹' | ورزشگاه: ورزشگاه سن پائولو داور: Giovanni Ayroldi |

### لیگ اروپا

#### مرحله گروهی
قرعه کشی مرحله گروهی لیگ اروپا در ۲۷ اوت ۲۰۲۱ برگزار شد.
| رتبه | تیم           | بازی | برد | مساوی | باخت | گل زده | گل خورده | گل تفاضل | امتیاز | صلاحیت                        |
| ---- | ------------- | ---- | --- | ----- | ---- | ------ | -------- | -------- | ------ | ----------------------------- |
| ۱    | اسپارتاک مسکو | ۶    | ۳   | ۱     | ۲    | ۱۰     | ۹        | ۱+       | ۱۰     | صعود به یک شانزدهم نهایی      |
| ۲    | ناپولی        | ۶    | ۳   | ۱     | ۲    | ۱۵     | ۱۰       | ۵+       | ۱۰     | صعود به مرحله پلی‌آف و مقدماتی |
| ۳    | لستر سیتی     | ۶    | ۲   | ۲     | ۲    | ۱۲     | ۱۱       | ۱+       | ۸      | انتقال به لیگ کنفرانس اروپا   |
| ۴    | لگیا ورشو     | ۶    | ۲   | ۰     | ۴    | ۴      | ۱۱       | ۷−       | ۶      |                               |

1. 1 2  امتیاز رو در رو: اسپارتاک مسکو ۶ ناپولی ۰

| ۱۶ سپتامبر ۲۰۲۱ ۱               | لسترسیتی                                                                          | ۲–۲   | ناپولی                                            | لستر، انگلستان                                                            |
| ۲۱:۰۰ زمان اروپای مرکزی (UTC+1) | پرز ۹' · ان‌دیدی '۲۱ '۳+۹۰ · سوماره '۳۲ · وسترگارد '۵۳ · بارنز ۶۴' · سویونجو '۷۶ · | گزارش | دی لورنزو '۳۴ · اوسیمهن ۶۹'، ۸۷' · رحمانی '۵+۹۰ · | ورزشگاه: ورزشگاه کینگ پاور تماشاگران: ۲۹٬۵۷۹ داور: تیاگو مارتینز (پرتغال) |

| ۳۰ سپتامبر ۲۰۲۱ ۲                        | ناپولی                                                                                                 | ۲–۳   | اسپارتاک مسکو | ناپل، ایتالیا                                                               |
| ۱۸:۴۵ ساعت تابستانی اروپای مرکزی (UTC+2) | الماس ۱' · ماریو روی '۲۹ · دی لورنزو '۸+۴۵ · کولیبالی '۶۵ · فابیان '۷۸ · مانولاس '۸۵ · اوسیمهن ۴+۹۰' · | گزارش | پونسه '۴۴ · Litvinov '۱+۴۵ · سوبولوف '۸+۴۵ · پرومس ۵۵'، ۹۰' · Caufriez '۶۵ '۸۲ · لوکاس '۷۷ · Ignatov ۸۱' · ماکسیمنکو '۸۹ · Umyarov '۱۰+۹۰ · | ورزشگاه: ورزشگاه سن پائولو تماشاگران: ۱۳٬۳۷۳ داور: ایوان کروژلیاک (اسلواکی) |

| ۲۱ اکتبر ۲۰۲۱ ۳                          | ناپولی                                                                 | ۳–۰   | لگیا ورشو     | ناپل، ایتالیا                                                              |
| ۲۱:۰۰ ساعت تابستانی اروپای مرکزی (UTC+2) | ژسوس '۱۳ · مانولاس '۴۴ · اینسینیه ۷۶' · اوسیمهن ۸۰' · پولیتانو ۵+۹۰' · | گزارش | Johansson '۷۳ | ورزشگاه: ورزشگاه سن پائولو تماشاگران: ۱۰٬۳۴۶ داور: کارلوس دل سرو (اسپانیا) |

| ۴ نوامبر ۲۰۲۱ ۴                 | لگیا ورشو                                              | ۱–۴   | ناپولی                                                                            | ورشو، لهستان                                                            |
| ۱۸:۴۵ زمان اروپای مرکزی (UTC+1) | ماداتوف ۱۰' · ینژیچیک '۶۸ · Miszta '۷۳ · پسکویرا '۷۵ · | گزارش | زیلینسکی ۵۱' (پنالتی) · الماس '۵۴ · مرتنز ۷۵' (پنالتی) · لوزانو ۷۹' · اوناس ۹۰' · | ورزشگاه: ورزشگاه ارتش لهستان تماشاگران: ۲۵٬۷۰۶ داور: لارنس ویسر (بلژیک) |

| ۲۴ نوامبر ۲۰۲۱ ۵  | اسپارتاک مسکو                                               | ۲–۱   | ناپولی                     | مسکو، روسیه                                                                  |
| ۱۸:۳۰ MSK (UTC+3) | سوبولوف ۳' (پنالتی)، ۲۸' '۸۸ · Litvinov '۱۴ · پرومس '۲+۹۰ · | گزارش | الماس ۶۴' · کولیبالی '۷۸ · | ورزشگاه: ورزشگاه اوتکریتیه آرنا تماشاگران: ۱۰٬۸۵۲ داور: کلمن تورپین (فرانسه) |

| ۹ دسامبر ۲۰۲۱ ۶                 | ناپولی                                             | ۳–۲   | لسترسیتی                     | ناپل، ایتالیا                                                                   |
| ۱۸:۴۵ زمان اروپای مرکزی (UTC+1) | اوناس ۴' · الماس ۲۴'، ۵۳' · پتانیا '۳۳ · دمه '۷۷ · | گزارش | اوانز ۲۷' · دوسبری-هال ۳۳' · | ورزشگاه: ورزشگاه سن پائولو تماشاگران: ۱۴٬۶۴۶ داور: آنتونیو متئو لاهوز (اسپانیا) |

#### مرحله حذفی

##### پلی‌آف مقدماتی
قرعه کشی مرحله پلی‌آف مقدماتی در ۱۷ دسامبر ۲۰۲۱ انجام شد.
| ۱۷ فوریه ۲۰۲۲ رفت               | بارسلونا                 | ۱–۱   | ناپولی                                                                                 | بارسلونا، اسپانیا                                    |
| ۱۸:۴۵ زمان اروپای مرکزی (UTC+1) | - فران تورس ۵۹' (پنالتی) | گزارش | - پیوتر زیلینسکی ۲۹' - آندره-فرانک زامبو آنگیسا '۳۹ - فابیان رویز '۷۰ - الکس مرت '۹۰+۱ | ورزشگاه: ورزشگاه نیوکمپ داور: István Kovács (رومانی) |

| ۲۴ فوریه ۲۰۲۲ برگشت             | ناپولی                                                                    | ۲–۴   | بارسلونا                                                        | ناپل، ایتالیا                                                          |
| ۲۱:۰۰ زمان اروپای مرکزی (UTC+1) | لورنزو اینسینیه ۲۳' (پنالتی) · زیلینسکی '۵۶ · فابیان '۶۲ · پولیتانو ۸۷' · | گزارش | آلبا ۸' · دی یونگ ۱۳' · پیکه ۴۵' · اوبامیانگ ۵۹' · گاوی '۳+۹۰ · | ورزشگاه: ورزشگاه سن پائولو تماشاگران: ۳۷۸۵۸ داور: سرگئی کاراسف (روسیه) |

## آمار

### نمایش بازیکنان
آخرین بروزرسانی در ۱۳ مارس ۲۰۲۲
| ش.                                            | پ.          | م.            | بازیکن                   | مجموع       | مجموع       | سری آ       | سری آ       | کوپا ایتالیا | کوپا ایتالیا | لیگ اروپا   | لیگ اروپا   |             |             |
| ش.                                            | پ.          | م.            | بازیکن                   | بازی        | گل‌ها        | بازی        | گل‌ها        | بازی         | گل‌ها         | بازی        | گل‌ها        |             |             |
| دروازه‌بان‌ها                                   | دروازه‌بان‌ها | دروازه‌بان‌ها   | دروازه‌بان‌ها              | دروازه‌بان‌ها | دروازه‌بان‌ها | دروازه‌بان‌ها | دروازه‌بان‌ها | دروازه‌بان‌ها  | دروازه‌بان‌ها  | دروازه‌بان‌ها | دروازه‌بان‌ها | دروازه‌بان‌ها | دروازه‌بان‌ها |
| --------------------------------------------- | ----------- | ------------- | ------------------------ | ----------- | ----------- | ----------- | ----------- | ------------ | ------------ | ----------- | ----------- | ----------- | ----------- |
| 1                                             | دروازه‌بان   | ایتالیا       | الکس مرت                 | ۱۲          | ۰           | 4           | 0           | 0+1          | 0            | 7           | 0           |             |             |
| 12                                            | دروازه‌بان   | ایتالیا       | دیوید مارفلا             | ۰           | ۰           | 0           | 0           | 0            | 0            | 0           | 0           |             |             |
| 25                                            | دروازه‌بان   | کلمبیا        | داوید اوسپینا            | ۲۶          | ۰           | 24          | 0           | 1            | 0            | 1           | 0           |             |             |
| 46                                            | دروازه‌بان   | لهستان        | Hubert Idasiak           | ۰           | ۰           | 0           | 0           | 0            | 0            | 0           | 0           |             |             |
| مدافعان                                       |             |               |                          |             |             |             |             |              |              |             |             |             |             |
| 2                                             | مدافع       | فرانسه        | کوین مالکوی              | ۱۱          | ۰           | 2+4         | 0           | 0+1          | 0            | 1+3         | 0           |             |             |
| 3                                             | مدافع       | انگلستان      | اکسل توانزبه             | ۲           | ۰           | 0+1         | 0           | 1            | 0            | 0           | 0           |             |             |
| 5                                             | مدافع       | برزیل         | ژوان ژسوس                | ۲۴          | ۱           | 11+6        | 1           | 0+1          | 0            | 5+1         | 0           |             |             |
| 6                                             | مدافع       | پرتغال        | ماریو روی                | ۳۱          | ۰           | 26          | 0           | 0            | 0            | 4+1         | 0           |             |             |
| 13                                            | مدافع       | کوزوو         | امیر رحمانی              | ۳۴          | ۳           | 26          | 3           | 1            | 0            | 5+2         | 0           |             |             |
| 22                                            | مدافع       | ایتالیا       | جووانی دی لورنتزو        | ۳۸          | ۱           | 29          | 1           | 1            | 0            | 8           | 0           |             |             |
| 26                                            | مدافع       | سنگال         | کالیدو کولیبالی          | ۲۶          | ۲           | 19          | 2           | 0            | 0            | 7           | 0           |             |             |
| 31                                            | مدافع       | الجزایر       | فوزی غلام                | ۱۲          | ۰           | 2+8         | 0           | 1            | 0            | 0+1         | 0           |             |             |
| 38                                            | مدافع       | ایتالیا       | Davide Costanzo          | ۰           | ۰           | 0           | 0           | 0            | 0            | 0           | 0           |             |             |
| 59                                            | مدافع       | ایتالیا       | الساندرو زانولی          | ۶           | ۰           | 0+5         | 0           | 0            | 0            | 0+1         | 0           |             |             |
| هافبک‌ها                                       |             |               |                          |             |             |             |             |              |              |             |             |             |             |
| 4                                             | هافبک       | آلمان         | دیگو دمه                 | ۲۰          | ۰           | 6+8         | 0           | 1            | 0            | 4+1         | 0           |             |             |
| 7                                             | هافبک       | مقدونیه شمالی | الیف الماس               | ۳۸          | ۶           | 11+18       | 2           | 1            | 0            | 7+1         | 4           |             |             |
| 8                                             | هافبک       | اسپانیا       | فابیان رویز              | ۳۰          | ۶           | 22+2        | 6           | 0+1          | 0            | 4+1         | 0           |             |             |
| 20                                            | هافبک       | لهستان        | پیوتر ژیلینسکی           | ۳۴          | ۷           | 23+4        | 5           | 0            | 0            | 7           | 2           |             |             |
| 68                                            | هافبک       | اسلواکی       | استانیسلاو لوبوتکا       | ۱۹          | ۰           | 14+2        | 0           | 1            | 0            | 1+1         | 0           |             |             |
| 99                                            | هافبک       | کامرون        | آندره-فرانک زامبو آنگیسا | ۲۲          | ۰           | 14+3        | 0           | 0            | 0            | 4+1         | 0           |             |             |
| مهاجمان                                       |             |               |                          |             |             |             |             |              |              |             |             |             |             |
| 9                                             | مهاجم       | نیجریه        | ویکتور اوسیمهن           | ۲۷          | ۱۶          | 19+3        | 12          | 0            | 0            | 3+2         | 4           |             |             |
| 11                                            | مهاجم       | مکزیک         | ایروینگ لوزانو           | ۳۰          | ۵           | 15+8        | 4           | 0+1          | 0            | 5+1         | 1           |             |             |
| 14                                            | مهاجم       | بلژیک         | دریس مرتنز               | ۳۱          | ۱۰          | 12+12       | 8           | 1            | 1            | 2+4         | 1           |             |             |
| 21                                            | مهاجم       | ایتالیا       | ماتئو پولیتانو           | ۳۲          | ۳           | 16+10       | 1           | 1            | 0            | 1+4         | 2           |             |             |
| 24                                            | مهاجم       | ایتالیا       | لورنزو اینسینیه          | ۲۸          | ۹           | 20+3        | 7           | 0            | 0            | 5           | 2           |             |             |
| 33                                            | مهاجم       | الجزایر       | آدم اوناس                | ۲۰          | ۲           | 1+13        | 0           | 0            | 0            | 1+5         | 2           |             |             |
| 37                                            | مهاجم       | ایتالیا       | آندره‌آ پتانیا            | ۳۰          | ۴           | 3+19        | 3           | 1            | 1            | 4+3         | 0           |             |             |
| 58                                            | مهاجم       | ایتالیا       | آنتونیو سیوفی            | ۱           | ۰           | 0           | 0           | 0+1          | 0            | 0           | 0           |             |             |
| بازیکنانی که در میانهٔ فصل باشگاه را ترک کردند |             |               |                          |             |             |             |             |              |              |             |             |             |             |
| 44                                            | مدافع       | یونان         | کوستاس مانولاس           | ۷           | ۰           | 3+1         | 0           | 0            | 0            | 2+1         | 0           |             |             |
| 70                                            | هافبک       | ایتالیا       | جیانلوکا گائتانو         | ۲           | ۰           | 0+2         | 0           | 0            | 0            | 0           | 0           |             |             |

منبع: Competitions

### گلزنان
تا تاریخ ۱۵ مه ۲۰۲۲
| ر.    | ش.    | پ.    | م.            | نام بازیکن         | سری آ | کوپا ایتالیا | لیگ اروپا | مجموع |
| ----- | ----- | ----- | ------------- | ------------------ | ----- | ------------ | --------- | ----- |
| ۱     | ۹     | مهاجم | نیجریه        | ویکتور اوسیمهن     | ۱۴    | ۰            | ۴         | ۱۸    |
| ۲     | ۱۴    | مهاجم | بلژیک         | دریس مرتنز         | ۱۱    | ۱            | ۱         | ۱۳    |
| ۳     | ۲۴    | مهاجم | ایتالیا       | لورنزو اینسینیه    | ۱۱    | ۰            | ۲         | ۱۳    |
| ۴     | ۸     | هافبک | اسپانیا       | فابیان رویز        | ۷     | ۰            | ۰         | ۷     |
| ۴     | ۷     | هافبک | مقدونیه شمالی | الیف الماس         | ۳     | ۰            | ۴         | ۷     |
| ۴     | ۲۰    | هافبک | لهستان        | پیوتر ژیلینسکی     | ۵     | ۰            | ۲         | ۷     |
| ۷     | ۱۱    | مهاجم | مکزیک         | ایروینگ لوزانو     | ۵     | ۰            | ۱         | ۶     |
| ۸     | ۱۳    | مدافع | کوزوو         | امیر رحمانی        | ۴     | ۰            | ۰         | ۴     |
| ۸     | ۲۱    | مهاجم | ایتالیا       | ماتئو پولیتانو     | ۲     | ۰            | ۲         | ۴     |
| ۸     | ۳۷    | مهاجم | ایتالیا       | آندره‌آ پتانیا      | ۳     | ۱            | ۰         | ۴     |
| ۱۱    | ۲۶    | مدافع | سنگال         | کالیدو کولیبالی    | ۳     | ۰            | ۰         | ۳     |
| ۱۲    | ۳۳    | مهاجم | الجزایر       | آدم اوناس          | ۰     | ۰            | ۲         | ۲     |
| ۱۳    | ۵     | مدافع | برزیل         | ژوان ژسوس          | ۱     | ۰            | ۰         | ۱     |
| ۱۳    | ۶۸    | هافبک | اسلواکی       | استانیسلاو لوبوتکا | ۱     | ۰            | ۰         | ۱     |
| ۱۳    | ۲۲    | مدافع | ایتالیا       | جووانی دی لورنتزو  | ۱     | ۰            | ۰         | ۱     |
| مجموع | مجموع | مجموع | مجموع         | مجموع              | ۷۱    | ۲            | ۱۸        | ۹۱    |